# مينا غانيش
مينا غانيش (بالهندية: मीना गणेश؛ بالإنجليزية: Meena Ganesh) هي رائدة أعمال وممثلة هندية، ولدت سنة 1942 في بلكاد في الهند.

## وصلات خارجية
- مينا غانيش على موقع IMDb (الإنجليزية)